# Mandra (Bułgaria)
Mandra (bułg. Мандра) – wieś w południowej Bułgarii, w obwodzie Chaskowo, w gminie Chaskowo. Według danych Narodowego Instytutu Statystycznego w Bułgarii, 31 grudnia 2011 roku wieś liczyła 467 mieszkańców.
W pobliżu wsi znajduje się Jezioro Mandra, które jest zbiornikiem retencyjnym. Jezioro Mandra jest bogate w łowiska rybne, służy jako miejsce wypoczynkowe.